# Gold (cratera)
A cratera Gold é uma cratera de impacto no quadrângulo de Oxia Palus em Marte, localizada a 20.2º latitude norte e 31.3º longitude oeste.  Seu diâmetro é de 9 km e seu nome vem de uma cidade na Pennsylvania, Estados Unidos.
A cratera Gold é famosa por exibir clara evidência de ter sido afetada pelas inundações de Maja Valles em Marte. 